# Temper Temper
Temper Temper je čtvrté studiové album britské metalcorové skupiny Bullet for My Valentine, které bylo vydáno 12. února 2013 pod vydavatelstvím RCA Records. Jako producent na tomto album pracoval Don Gilmore, který už pracoval na jejich předchozím albu Fever.
Kapela poprvé vystoupila s titulní písni živě jako součást BBC Radio 1's Rock Week. Bullet for My Valentine vydala píseň "Temper Temper" 30. října 2012. 12. listopadu byl natočen videoklip pro tuto píseň. Videoklip byl točen v Los Angeles a jako režisér se podílel Michael Dispenza. 17. prosince 2012 byl vydán druhý singl prostřednictvím YouTube, pojmenován "Riot". Album uniklo na internet 1. února.

## Seznam skladeb
1. Breaking Point - 3:42
2. Truth Hurts - 3:36
3. Temper Temper – 3:08
4. P.O.W. - 3:53
5. Dirty Little Secret - 4:55
6. Leech 3:59
7. Dead To The World - 5:51
8. Riot – 2:49
9. Saints & Sinners - 3:29
10. Tear's Don't Fall (Part 2) - 5:38
11. Livin' Life (On The Edge Of A Knife) - 4:01